# اندیس گسک
گسک یک اندیس غیرفلزی است که در حوالی شهر حرجند استان کرمان قرار دارد و مادهٔ معدنی موجود در آن، فسفات است.